# Едуардо Сезар Гаспар
Едуардо Сезар Гаспар (порт. Eduardo César Gaspar, нар. 15 червня 1978, Сан-Паулу, Бразилія) — колишній бразильський футболіст, що грав на позиції півзахисника.
Протягом кар'єри виступав лише за три клуби, «Корінтіанс», «Арсенал» та «Валенсію», вигравши з кожним із них трофеї, а також за національну збірну Бразилії, у складі якої став володарем Кубка Америки та Кубка Конфедерацій.

## Клубна кар'єра

### «Корінтіанс»
Вихованець футбольної школи клубу «Корінтіанс». Дорослу футбольну кар'єру розпочав 1998 року в основній команді того ж клубу, в якій провів три сезони, взявши участь у 26 матчах чемпіонату. В ті роки клуб був одним з найсильніших в Бразилії, а тому Еду двічі, в 1998 і 1999 роках вигравав чемпіонат Бразилії, а в 2000 переміг на клубному чемпіонаті світу. Після цього турніру, Еду підписав контракт з лондонським «Арсеналом», однак угода зірвалася через португальський паспорт Еду, який виявився підробленим. Лише через кілька місяців, Еду зміг отримати паспорт громадянина ЄС, завдяки італійським кореням його батька.

### «Арсенал»
16 січня 2001 Еду все ж став гравцем «Арсеналу», який заплатив за трансфер бразильця 9 млн євро. Однак дебют в офіційній грі Еду в складі «канонірів» затягнувся, через трагедію в родині футболіста: рідна сестра Еду загинула в автомобільній катастрофі. Вперше в матчі «Арсеналу» Еду вийшов проти «Лестер Сіті» і вже через 15 хвилин після виходу на поле отримав травму та був змушений замінитися, довго відновлювався, і, внаслідок, провів за сезон лише 4 гри. Перші два сезони взагалі стали невдалими для бразильця, через це він не потрапляв до складу збірної Бразилії, яка поїхала на чемпіонат світу та виграла його.
З сезону 2003—04 Еду вже став твердим гравцем основи «Арсеналу», завдяки довірі Арсена Венгера, який вірив в футболіста. Після закінчення сезону 2004—05 контракт Еду з «Арсеналом» закінчився. За час виступів за «канонірів» Еду став дворазовим чемпіоном Англії, триразовим володарем Кубка Англії та дворазовим володарем Суперкубка Англії.

### «Валенсія»
Ще в середині сезону Еду спробувала купити «Валенсія», проте не змогла задовольнити фінансові «апетити» «канонірів». У бразильця була маса пропозицій  — «Ювентус», «Мілан», «Барселона», проте Еду віддав перевагу «Валенсії», з якою підписав контракт 30 травня на 5 років. На передсезонних зборах з «Валенсією» Еду отримав травму та майже протягом усього сезону змушений був відновлюватись і дебютував за клуб лише 4 квітня 2006 року в грі з «Кадісом». Ця травма позбавила гравця та другого в його житті чемпіонату світу, крім того футболіст дуже рідко виходив на поле і в іграх за валенсійську команду. Незважаючи на це, у складі «кажанів» виборов титул володаря Кубка Іспанії з футболу.

### «Корінтіанс»
Навесні 2009 Еду висловив бажання повернутись в рідний «Корінтіанс», куди Еду і перейшов влітку на правах вільного агента. Захищав кольори клубу до припинення виступів на професійному рівні у 2010 році.

## Виступи за збірну
28 квітня 2004 року Еду вийшов після перерви в товариському матчі збірної Бразилії проти Угорщини, і в тому ж році поїхав на Кубок Америки, де бразильці стали найкращою командою континенту.
28 квітня 2004 2004 року дебютував в офіційних матчах у складі національної збірної Бразилії в товариському матчі збірної Бразилії проти збірної Угорщини, і в тому ж році поїхав на Кубок Америки у Перу, де бразильці стали найкращою командою континенту.
Наступного року у складі збірної був учасником розіграшу Кубка конфедерацій 2005 року у Німеччині, здобувши того року титул переможця турніру, але після того, через постійні травми, перестав викликатись до збірної.
Всього протягом кар'єри у національній команді, яка тривала усього 2 роки, провів у формі головної команди країни 15 матчів.

## Титули і досягнення

### «Корінтіанс»
- Чемпіон Бразилії (2): 1998, 1999
- Переможець Ліги Пауліста (1): 1999
- Клубний чемпіон світу (1): 2000

### «Арсенал»
- Чемпіон Англії (2): 2001–02, 2003–04
- Володар Кубка Англії (3): 2000–01, 2002–03, 2004–05
- Володар Суперкубка Англії з футболу (2): 2002, 2004

### «Валенсія»
- Володар Кубка Іспанії з футболу (1): 2007–08

### Збірна Бразилії
- Володар Кубка Америки (1): 2004
- Володар Кубка Конфедерацій (1): 2005